# La Petite-Fosse
La Petite-Fosse – miejscowość i gmina we Francji, w regionie Grand Est, w departamencie Wogezy.
Według danych na rok 1990 gminę zamieszkiwały 74 osoby, a gęstość zaludnienia wynosiła 15 osób/km² (wśród 2335 gmin Lotaryngii La Petite-Fosse plasuje się na 971. miejscu pod względem liczby ludności, natomiast pod względem powierzchni na miejscu 1016.).